# Quần đảo Maddalena

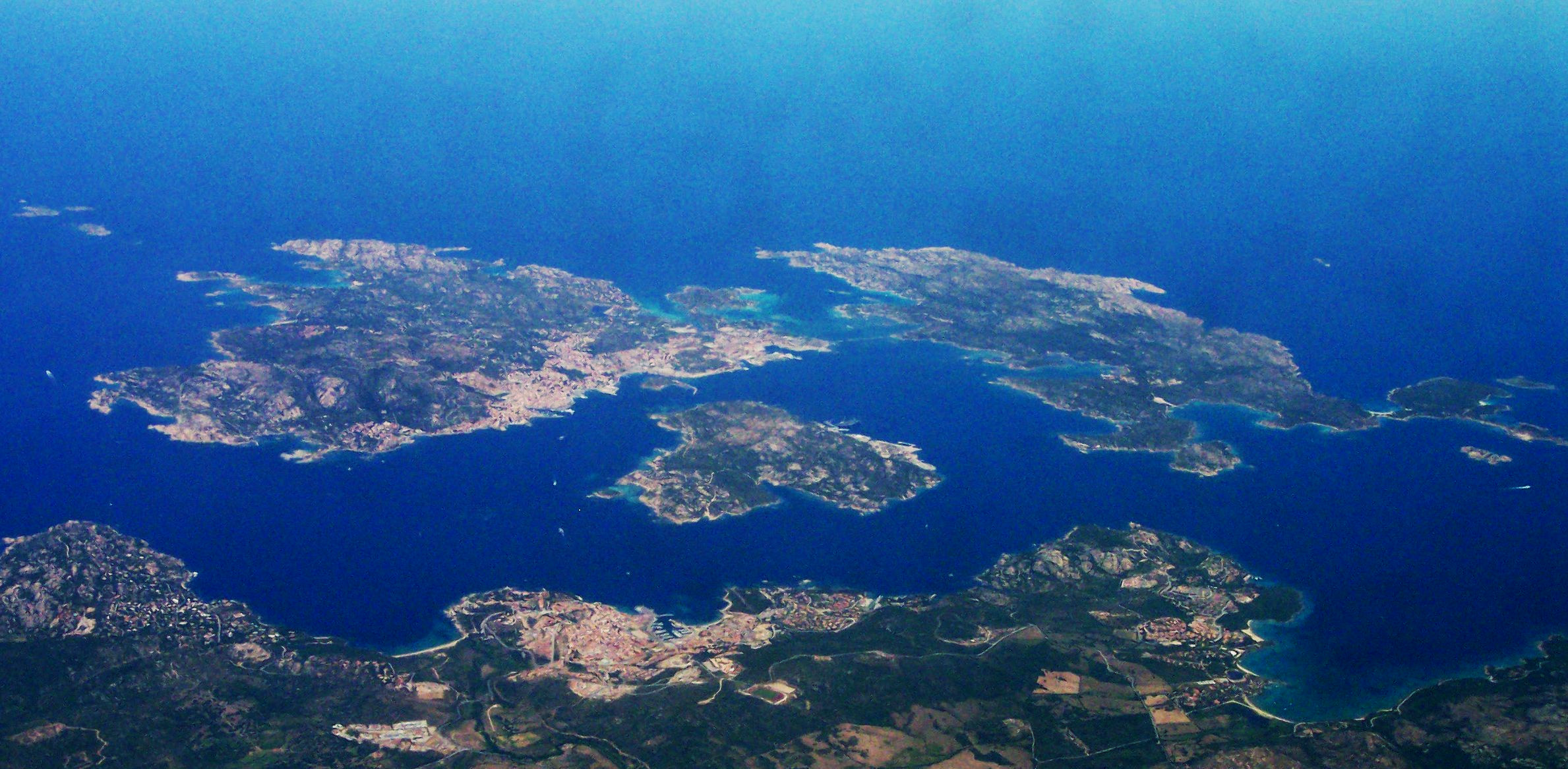
Nhìn từ trên không của quần đảo.

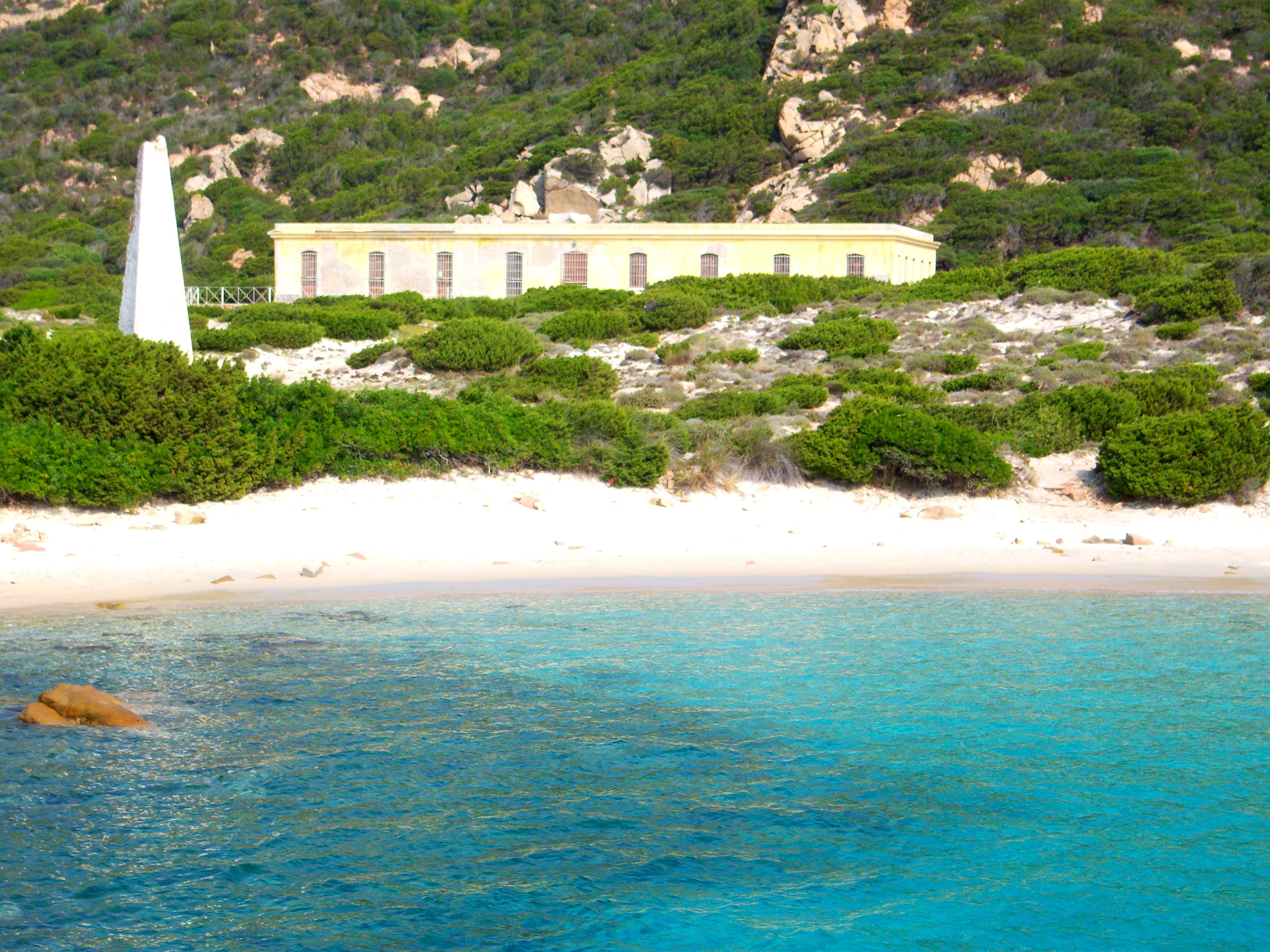
Đảo Spargi.

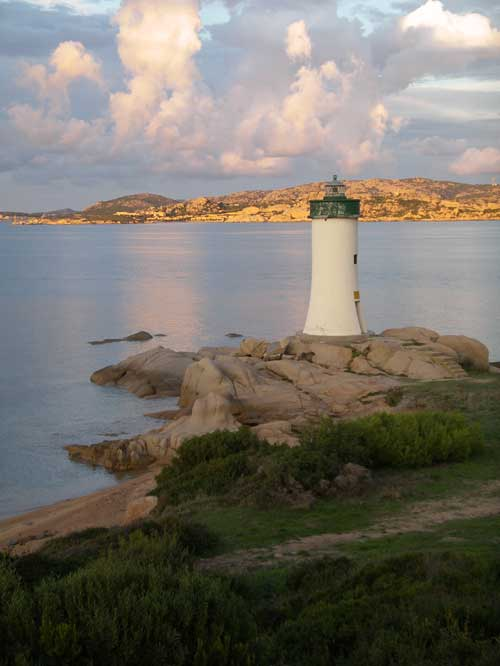
Đảo Santo Stefano nhìn từ Palau.

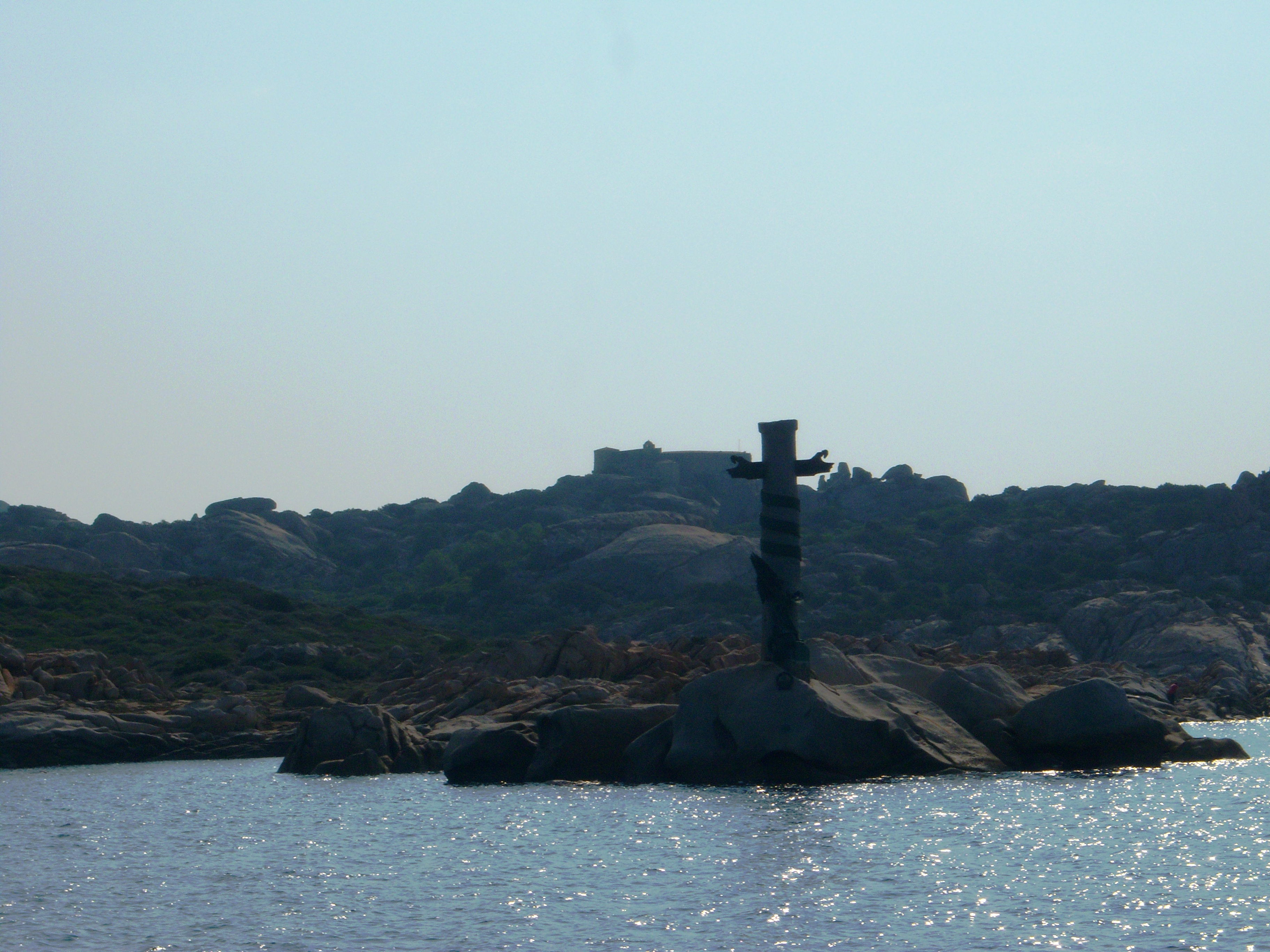
Đài tưởng niệm các liệt sĩ trong vụ chìm tàu chiến Roma.

Quần đảo Maddalena là một nhóm các đảo nằm trên eo biển Bonifacio, giữa đảo Corse (Pháp) và đông bắc Sardegna (Ý). Nó bao gồm 7 hòn đảo chính và nhiều đảo nhỏ khác.

## Địa lý
Hòn đảo lớn nhất là Maddalena, nơi có La Maddalena là thị trấn lớn nhất của quần đảo. Các hòn đảo còn lại theo thứ tự diện tích bao gồm: Caprera, Spargi, Santo Stefano, Santa Maria, Budelli và Razzoli. Trong đó, chỉ có 3 hòn đảo Maddalena, Caprera và S. Stefano là có dân cư sinh sống.
Nằm liền kề với các khu du lịch Costa Smeralda nổi tiếng, Maddalena cũng có vùng biển trong xanh, những cơn gió biển mát mẻ và bờ biển đá granit, đồng thời cũng là nơi trú ẩn của nhiều loài động vật hoang dã. Nó được chỉ định là Vườn quốc gia Quần đảo Maddalena (Parco Nazionale di Arcipelago La Maddalena). Đây là một điểm du lịch rất phổ biến, đặc biệt là cho những người đi thuyền. Năm 2006, quần đảo đã được đề cử trong danh sách dự kiến công nhận di sản thế giới của UNESCO.

## Lịch sử
Các đảo được con người sử dụng là nơi cư trú từ thời tiền sử. Sau đó, nó được biết đến bởi những người La Mã như là Cunicularia và là một khu vực hàng hải bận rộn trong khoảng thời gian từ thế kỷ thứ 2 đến thế kỷ 1 TCN. Maddalena sau đó đã luôn giữ được giá trị chiến lược và lần đầu tiên trở thành mục tiêu của một cuộc tranh chấp giữa các nước cộng hòa có hoạt động hàng hải là Pisa và Genova vào thế kỷ 13, sau đó đã bị bỏ rơi trong một thời gian dài trước khi bị xâm chiếm một lần nữa bởi những mục đồng tới từ đảo Corse và các khu định cư đầu tiên ở Sardegna vào thế kỷ 16. Napoléon Bonaparte, Horatio Nelson và đặc biệt là nhà cách mạng Giuseppe Garibaldi tất cả đều có liên hệ lịch sử với khu vực này.

## Ngày nay
Đảo Santo Stefano là một căn cứ hải quân của NATO nhưng đã bị đóng cửa vào năm 2008. Đây là cơ sở của một số tranh cãi trong những năm 2003 khi xảy ra khi tàu ngầm USS Hartford (SSN-768) mắc cạn trong khi đang diễn tập trong khu vực của quần đảo.
Về mặt hành chính, quần đảo trước năm 2005 là một phần của tỉnh Sassari nhưng sau đó đã được sáp nhập về tỉnh Olbia-Tempio. Tuyến giao thông chính ra vào quần đảo là bằng phà từ thị trấn La Maddalena đến khu vực gần Palau trên đảo Sardegna. Chỉ có đảo Maddalena và Caprera là có những con đường để tiện cho việc đi lại.